# 国際人道法
国際人道法（こくさいじんどうほう、英語: international humanitarian law, 略称: IHL; フランス語: droit international humanitaire, 略称: DIH）は、第二次世界大戦後につくられた概念で、1971年の「武力紛争に適用される国際人道法の再確認と発展のための政府派遣専門家会議」で初めて使われた国際的な法規の集合である。
戦時国際法におけるユス・イン・ベロ(jus in bello)「戦闘中における害的手段の規制」と同様の概念となる。

## 定義
広義では、戦時・平時を問わず、人間の尊厳を保護することを目的とする国際法規範すべてを包括して国際人道法と呼び、これには国際人権法や武力紛争法（交戦法規と中立法規から成る国際連合憲章以前の戦時国際法）が含まれるとされる。なお国際人権法のうち拷問等禁止条約は戦時においても適用される。
狭義では、ハーグ陸戦条約とジュネーヴ条約に二分される武力紛争法のうち、傷病者・難船者・捕虜・文民などの武力紛争における犠牲者の保護を目的とするジュネーブ法のみとされる。
しかし、現在の実定国際法では、ハーグ法とジュネーブ法がいずれも人間の尊重を主目的としていることに注目し、交戦国・交戦員の軍事作戦の行動の際の権利と義務を定め、国際武力紛争において敵を害する方法と手段を制約する「ハーグ法」（Hague Law; le droit de La Haye）と、戦争犠牲者を保護し、戦闘不能になった要員や敵対行為に参加していない個人の保護を目的とした「ジュネーブ法」（Geneva Law; le droit de Genève）を併せて、国際人道法と呼ぶ（1996年「核兵器の威嚇または使用の合法性」国際司法裁判所勧告的意見、I.C.J.Reports 1996 (I), p.256, para.75）とされる。

## 内容
「ハーグ法」とは、主として、1868年の「サンクトペテルブルク宣言」や、1899年から1907年にオランダのハーグにおいて慣習を法典化した国際条約、すなわち、「開戦に関する条約」、「陸戦の法規慣例に関する条約」（これに付属する「陸戦の法規慣例に関する規則」）、「陸戦の場合に於ける中立国及び中立人の権利義務に関する条約」、「海戦の場合に於ける中立国及び中立人の権利義務に関する条約」など一連のものを指す。それらの目的は、交戦国・交戦員の軍事作戦の行動の際の権利と義務を定め、国際武力紛争において敵を害する方法と手段を制約することにある(I.C.J.Reports 1996(I), p.256, para.75.)。
「ジュネーブ法」とは、「ジュネーヴ諸条約 (1949年)」及びそれに付属する「ジュネーヴ諸条約の追加議定書 (1977年)」（「第一追加議定書」、「第二追加議定書」）及び2005年の「第三追加議定書」で定められた規則の総体で、戦争犠牲者を保護し、戦闘不能になった要員や敵対行為に参加していない個人の保護を目的とするものである。
武力紛争法においては、締約国は、たとえ条約によって規定されていない場合においても、市民及び交戦団体が「文明国間で確立した慣例、人道の法、公の良心の要求」に由来する国際法の諸原則の下にありかつ保護下にあることを確認するという（前掲「陸戦の法規慣例に関する条約」前文ほか）、いわゆる「マルテンス条項」が極めて重要である。（なお、「マルテンス条項」に関する国家実行の慎重な分析から、そのような一般条項に照らした事案の処理の必要性を指摘しつつも、その適用の確かな指針が今も存在しないという今後の課題が指摘されうる。）
その適用例として、「クプレスキッチ他事件」において旧ユーゴスラビア国際刑事裁判所（ICTY）第一審は、「人道の基本的（初等的）考慮」原則は、あいまいな（玉虫色の）国際法規則の解釈、適用においてめいいっぱい使われるべきであり、より特定的には、「マルテンス条項」は、今や慣習国際法の一部になっており、「独立した」国際法の法源の地位に到達しているとはいえなくとも、これに訴えなければならない場合があるだろうと述べた。そして、この条項がいかなる時も、ある国際人道法規則が十分に厳格で明確ではない場合には人道の諸原則に言及することを要請すると認め、そして、それゆえ、軍事目標物に対する「繰り返しの攻撃」は、たとえジュネーブ諸条約第一追加議定書57、58条において争いのある不明瞭な領域に属するとしても、そのような行為が「累積的効果」により文民の生命及び財産を害したときには、国際法に一致しない場合があると示した（IT-95-16-T, 14 January 2000, paras.524-526）。

## 遵守確保
ジュネーブ諸条約は、その遵守を確保するために、「重大な違反行為」の処罰のための国内法（普遍主義）の整備を締約国に義務づけている。これに基づき、各国は、国際人道法違反行為を処罰する国内法を置き、近年、ユーゴスラビア紛争やルワンダでのジェノサイドに関する訴追が行われている。最近では、「1993/1999年ベルギー法」、いわゆる「ベルギー人道法」が注目されていた（2003年8月に独立した法律としては廃止し、刑法典、刑事訴訟法典に挿入）。
日本でも2004年に、普遍主義を規定した「国際人道法の重大な違反行為の処罰に関する法律」（平成16年法律第122号）が制定された。国際裁判所としては、旧ユーゴスラビア国際刑事裁判所(ICTY)、ルワンダ国際刑事裁判所(ICTR)が国連安保理の決議によって設置され、上記二つの事件に関してそれぞれ活動している。普遍的なものとしては、1998年に初めて常設の国際的な刑事裁判所である「国際刑事裁判所」(ICC)のための「ローマ規程」が成立し、2003年に同裁判所が設置され、現在、コンゴ共和国の事件などで活動中である。

## 核兵器の使用と国際人道法
1996年「核兵器の威嚇または使用の合法性」国際司法裁判所勧告的意見で、裁判所は、国際人道法の核となる原則が、第一に文民の保護、第二に戦闘員に不必要な苦痛を与えないこと、にあることを確認した。しかし一方、ある国々が、自衛権の行使として低エネルギー放射の戦略的核の使用は文民の被害を比較的出さないから必ずしも禁止されないと主張し、また他方、ある国々が、核兵器への訴えはあらゆる状況下で決して国際人道法の諸原則、諸規則に合致しないと主張したことについて、いかなる国も、そのような「きれいな」使用を正当化する正確な諸状況が何なのか、また逆に、その限られた使用が高エネルギー放射の核兵器の使用にエスカレートするのかどうか、示さなかったとする。そして、それゆえ、各国家が生存する根本的権利とその自衛への訴え、及び、核抑止力の政策に言及する実践に鑑みると、そのような国家の存亡をかけた自衛の究極の状況では、裁判所は核兵器の使用の合法性、違法性について決定的な結論に至れなかったと述べた(I.C.J.Reports 1996 (I), pp.257-263.)。
裁判所は、同勧告的意見の最後に、核拡散防止条約6条の下の、厳格で実効的な国際管理の下の核軍縮への誠実かつ完結をもたらす話し合いをする義務が、今日の国際共同体全体にとって死活的に重要な目標であり続けているのは疑いない、と念を押している(Ibid., pp.265, 267.)。
人道法の諸目的は、その発展のみならず、軍縮の実現なくしては達しえないものだといえる。

## 特殊標章
以下の特殊標章を掲げる施設などへの攻撃は禁止される。また、これらの標章を乱用してはならない。

赤十字国際委員会
赤十字社
赤新月社
Red Crystal
国民保護計画用特殊標章
安全地帯・病院を示す標章
白旗
国際連合の旗
ワシントン条約（レーリッヒ条約（英語版））によって保護された歴史建造物・学校・文化施設などを保護する標章
ブルーシールド
ブルーシールド
ダム・原子力施設など破壊すると危険な場所を示す標章